# Amanitàcies
Les amanitàcies (Amanitaceae) són una família de fongs basidiomicots de l'ordre dels agaricals (Agaricales).  Bàsicament consisteix en el gènere Amanita, i inclou una de les espècies més tòxiques dels Països Catalans, la farinera borda, potencialment mortal.

## Taxonomia
La família inclou 7 gèneres, essent Amanita el més ric en espècies (unes 750):
- Amanita Pers. (ca 750 espècies)
- Catatrama Franco-Mol. (2 espècies)
- Leucocortinarius (J.E. Lange) Singer (1 espècie)
- Limacella Earle (ca 35 espècies)
- Limacellopsis Zhu L. Yang, Q. Cai & Y.Y. Cui (2 espècies)
- Saproamanita Redhead, Vizzini, Drehmel & Contu (24 espècies)
- Zhuliangomyces Redhead (6 espècies)

## Espècies notables d'amanitàcies
- Ou de reig (Amanita caesarea) - comestible
- Reig bord (Amanita muscaria) - tòxic
- Pigat (Amanita pantherina) - tòxic
- Farinera borda (Amanita phalloides) - mortal